# يو سي بي
شركة الاتحاد الكيميائي البلجيكي أو يو سي بي هي شركة إنتاج مستحضرات دوائية حيوية متعددة الجنسيات مقرها في بروكسل، بلجيكا. تركز الشركة على إنتاج أدوية لعلاج الصرع وداء باركنسون وداء كرون.
أسس رجل الأعمال البلجيكي إيمانويل يانسن الشركة في 18 يناير 1928، وكانت الشركة في الأصل تركز على الصناعات الكيميائية وخصوصا تقطير الأمونيا من الفحم.

## أبرز أدوية الشركة
| الاسم العلمي       | الاسم التجاري |
| ------------------ | ------------- |
| هيدروكسيزين        | Atarax        |
| بريفاراسيتام       | Briviact      |
| بيراسيتام          | Nootropil     |
| سيتريزين           | Zyrtec        |
| ليفيتيراسيتام      | Keppra        |
| ليفوسيتريزين       | Xyzal         |
| سرتوليزوماب بيغول  | Cimzia        |
| روتيغوتين          | Neupro        |
| لاكوساميد          | Vimpat        |
| كاربيدوبا/ليفودوبا | Atamet        |